# Ustawa o scalaniu gruntów
Ustawa o scalaniu gruntów – polska regulacja prawna z 1923 r. mająca na celu komasację gruntów nadmiernie rozdrobionych i rozmieszczonych w szachownicy lub zanadto zwężonych, poprzez przekształcenie ich w obszary odpowiadające wymogom prawidłowego gospodarowania, drogą wymiany gruntów między właścicielami.
Poprzez scalenie gruntów dążono do tworzenie korzystniejszych warunków gospodarowania, uzyskując poprawę struktury obszarowej gospodarstw rolnych i bardziej racjonalne ukształtowanie rozłogów gruntów.
W 1924 r. ukazało się rozporządzenie Ministra Reform Rolnych wydane w porozumieniu z Ministrem Sprawiedliwości w przedmiocie wykonywania ustawy o scalaniu gruntów.
W 1925 r. ukazała się ustawa w sprawie zmian i uzupełnień w ustawie o scalaniu gruntów.
W 1927 r. ukazało się obwieszczenie Ministra Reform Rolnych w sprawie ogłoszenia jednolitego tekstu ustawy z 1923 r. o scalaniu gruntów.

## Procedury związane ze scaleniem gruntów
Przy scalaniu przeprowadzanego z urzędu dokonywano:
- likwidacja wszelkich służebności,
- podziału wspólnot gruntowych ze względów gospodarczych lub topograficznych,
- wyprostowanie granic poszczególnych jednostek administracyjnych lub ich części,
- wydzielenie gruntów na cele miejscowej użyteczności publicznej,
- melioracje scalonych gruntów niezbędne do ich racjonalnego zagospodarowania,
- regulacje dróg, dojazdów przez doprowadzenie ich do stanu zwykłej używalności,
- parcelację prywatnych majątków w granicach ustawy o reformie rolnej,
- ustalenie ogólnego planu rozbudowania tworzącej się na jej podstawie scalania jednostki administracyjnej.

## Wdrożenie postępowania scaleniowego
Wdrożenie postępowania scaleniowego należało do urzędów ziemskich w następujących przypadkach:
- na wniosek właścicieli, względnie posiadaczy, mających łącznie co najmniej 25 ha, położonych w obrębie jednej jednostki administracyjnej,
- na wniosek właściciela dóbr ziemskich (obszaru dworskiego), którego grunty o powierzchni co najmniej 25 ha są rozdrobnione i rozmieszczone na przemian z gruntami drobnych rolników
- z urzędu, w razie zachodzących konieczności gospodarczych, stwierdzonych przy przeprowadzaniu regulacji rolnych,
- przy likwidacji służebności, podziale wspólnot gruntowych itp.,
- przy parcelacji dóbr ziemskich (obszaru dworskiego) i majątków ziemskich państwowych, o ile przy tej parcelacji mogły być wzmocnione gospodarstwa karłowate i małorolne;
- przy scaleniu gruntów, jeżeli zachodzi potrzeba rozszerzenia obszaru lub wyprostowania granic, jednostek administracyjnych lub ich części;
- przy melioracjach rolnych (drenowaniu, osuszaniu, lub nawodnianiu).

## Postępowanie scaleniowe
Postępowanie scaleniowe rozpoczynało się na mocy prawomocnego orzeczenia powiatowego urzędu ziemskiego lub orzeczenia okręgowego urzędu ziemskiego. Powiatowy urząd ziemski zarządzał dla każdej jednostki administracyjnej oddzielnie wybory rady uczestników scalenia. Z kolei właścicieli dóbr ziemskich (obszaru dworskiego), wyznaczał swego przedstawiciela do postępowania scaleniowego.

## Rada uczestników scalania
Rada uczestników scalania była organem współdziałającym w imieniu uczestników scalania we wszystkich sprawach, wyłaniających się przy scalaniu.
W szczególności rada uczestników scalania:
- ustalała zasady podziału wspólnot gruntowych, względnie ich użytkowania oraz określała ich obszar, wyłączony na cele miejscowej użyteczności ogólnej,
- dokonywała wyboru rzeczoznawców do oznaczania różnej jakości gruntów i ich oszacowania,
- zastępowała zespół uczestników scalania przed urzędami i sądami we wszystkich sprawach wyłaniających się przy scalaniu,
- zawieranie umowy z przedsiębiorcami w przedmiocie wykonania prac, dotyczących scalania,
- załatwianie wszelkich spraw o charakterze administracyjno- gospodarczym.

Radę uczestników scalenia stanowili pełnomocnicy, wybrani w liczbie od 3 do 7 osób spośród uczestników scalenia przez zebranie. Radę zwoływano oddzielnie dla każdej jednostki administracyjnej (wsi, gminy katastralnej i miasta), wchodzącej do obszaru scalenia.
Zebranie uczestników scalenia wybierało jednocześnie zastępców pełnomocników w tej samej liczbie.

## Wymiana scalanych gruntów
Każdy z uczestników scalenia otrzymywał z obszaru scalenia w zamian za dotychczas posiadane działki, odpowiadającą ich wartości nową działkę gruntu o typie zbliżonym, w miarę możności do typu poprzednio posiadanego kompleksu działek.
Dopłaty pieniężne dla wyrównania różnic wartości działek, dotychczas posiadanych, a otrzymanych przy scaleniu, stosowano tylko wyjątkowo w wysokości nieprzekraczającej 3% przyjętego przy scalaniu szacunku gruntów, posiadanych przed scaleniem,
Wysokość dopłat pieniężnych określano w każdym poszczególnym przypadku na zasadzie różnicy pomiędzy rzeczywistą wartością gruntów, posiadanych przed scaleniem, a wartością gruntów, otrzymanych przy scalaniu. Za podstawę do określenia tych wartości służył szacunek gruntów, dokonany przy scalaniu.

## Techniczne prace scaleniowe
Techniczne prace scaleniowe wykonywał personel techniczny urzędów ziemskich lub przez mierniczych uprawnionych do wykonania zawodu. Wszyscy mierniczowie przy wykonywaniu prac scaleniowych podlegały nadzorowi Ministra Reform Rolnych.

## Szacunki gruntów
Do przeprowadzenia szacunku gruntów, wchodzących do obszaru scaleniowego, została powołana komisja szacunkowa, w której skład wchodzili:
- mierniczy, przeprowadzający scalenie względnie komisarz ziemski jako przewodniczący;
- rzeczoznawcy, powołani przez rady scaleniowe spośród osób postronnych, niezainteresowanych w przeprowadzeniu scalenia, a znających miejscowe stosunki,

W razie uchylenia szacunku przez komisję okręgową ziemską do ponownego przeprowadzenia szacunku przewodniczącego i członków komisji szacunkowej wyznacza okręgowy urząd ziemski.

## Rola okręgowego urzędu ziemskiego
Po uprawomocnieniu się orzeczenia powiatowego urzędu ziemskiego, zatwierdzającego projekt scalenia, względnie po wydaniu w tej sprawie orzeczenia przez okręgową komisję ziemską, okręgowy urząd ziemski:
- zarządza utrwalenie granic na podstawie zatwierdzonego projektu scalenia;
- przeprowadza zatwierdzenie dowodów pomiarowych zgodnie z obowiązującymi przepisami.

## Rola powiatowego urzędu ziemskiego
Powiatowy urząd ziemski:
- wprowadza uczestników scalenia w posiadanie wydzielonych im gruntów;
- ustala odpowiednie dodatkowe wpisy oraz przeprowadza ich wniesienie do tabel likwidacyjnych lub aktów nadawczych,
- przesyła właściwemu sądowi wniosek o uskutecznienie czynności, wraz z odrysem zatwierdzonego planu scalenia;
- rozwiązuje rady uczestników scalenia;
- ogłasza zamknięcie postępowania scaleniowego.